# Mas del Llibreter
El Mas del Llibreter, o també Mas d'en Llibreter, és una masia del municipi de Les Borges del Camp, al marge esquerra de la Riera d'Alforja, uns dos-cents metres més avall de la carretera de Falset. Està documentat des del 1862. També és conegut pel nom de Mas de les Torres, com és a la partida de les Torres. És inclòs a l'Inventari del Patrimoni Arquitectònic de Catalunya.

## Descripció
És un edifici de planta quadrada i tres plantes. La composició de la façana és simètrica en tots els buits. A partir de la tercera planta el cos central s'estreny per a donar pas a dues terrasses laterals. el conjunt acaba amb una llanterna-torre quadrada. El pis central té dues línies de galeries corregudes (sota de les terrasses), formades per set arcs de mig punt sobre columnes cilíndriques. El jardí té arbres d'interès. El Mas és molt gran i un dels més populars del terme. L'estil de construcció, que fuig del clàssic i familiar estil de les masies de la comarca, el fa ressaltar des de qualsevol indret.

## Els gegants moros d'en Querol
El farmacèutic sitgetà, Josep Robert i Soler, havia dut els gegants moros d'en Querol, en mal estat, a Valls, per a fer-los restaurar. Però va haver de deixar Sitges quan va esclatar de la Guerra civil i sembla que hauria dipositat els gegants desmuntats al Mas del Llibreter, que son avi, Agustí Mestre i Robert, havia adquirit a la darreria del segle xix. Des d'aleshores se'n va perdre traça i s'espera que encara s'hi troben.

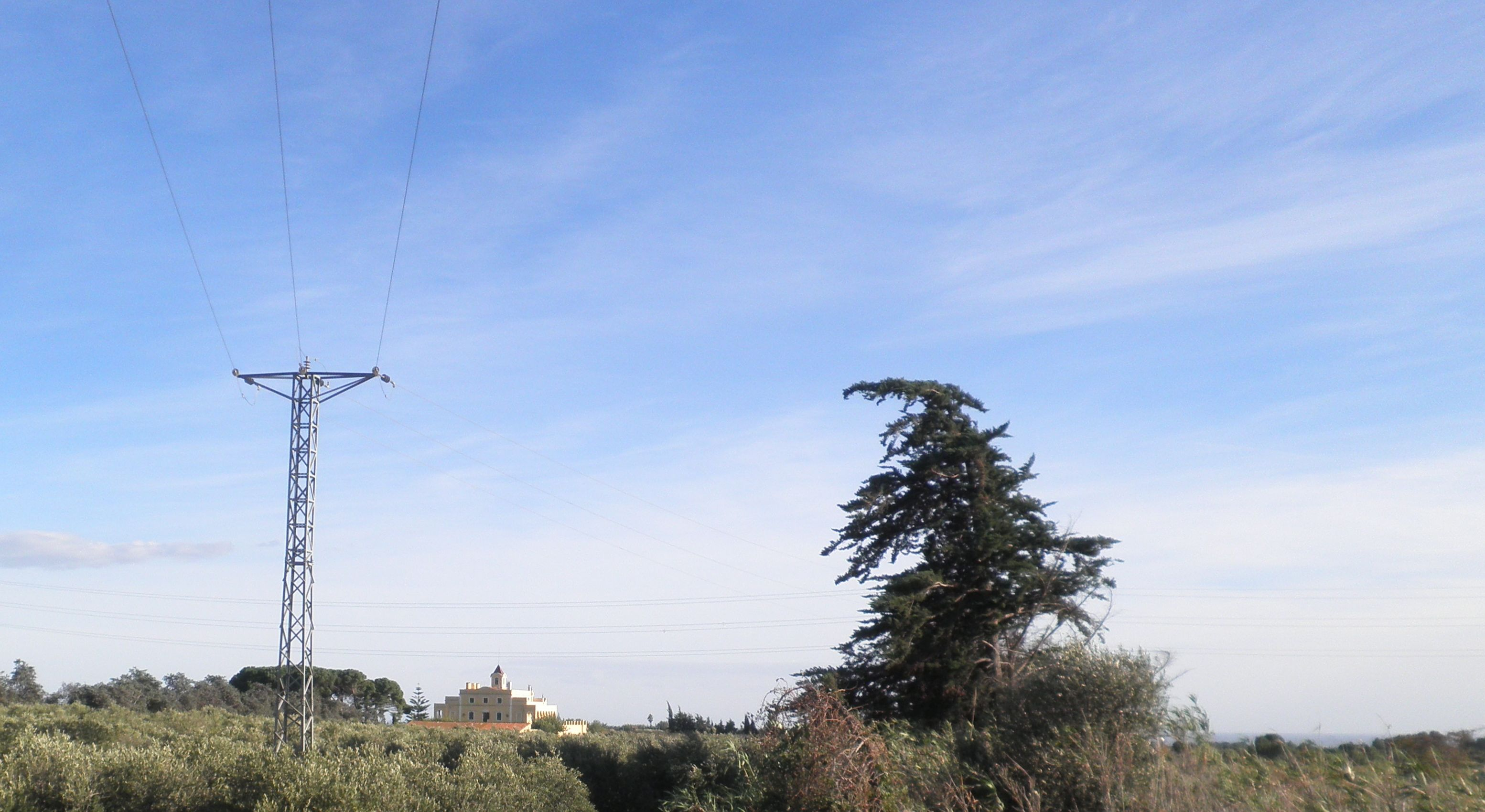
Mas del Llibreter des de la carretera de Falset